# Catostomus
Catostomus – rodzaj słodkowodnych ryb karpiokształtnych z rodziny
czukuczanowatych (Catostomidae). 

## Występowanie
Ameryka Północna (Kanada, Stany Zjednoczone} i Ameryka Środkowa (Meksyk).

## Klasyfikacja
Gatunki zaliczane do tego rodzaju:
| - Catostomus ardens - Catostomus bernardini - Catostomus cahita - Catostomus catostomus – czukuczan pospolity, czukuczan - Catostomus clarkii - Catostomus columbianus - Catostomus commersonii – czukuczan biały - Catostomus discobolus - Catostomus fumeiventris - Catostomus insignis - Catostomus intermedius - Catostomus latipinnis - Catostomus leopoldi - Catostomus macrocheilus - Catostomus microps | - Catostomus nebuliferus - Catostomus occidentalis - Catostomus platyrhynchus - Catostomus plebeius - Catostomus rimiculus - Catostomus santaanae - Catostomus snyderi - Catostomus tahoensis - Catostomus tsiltcoosensis - Catostomus utawana - Catostomus warnerensis - Catostomus wigginsi |

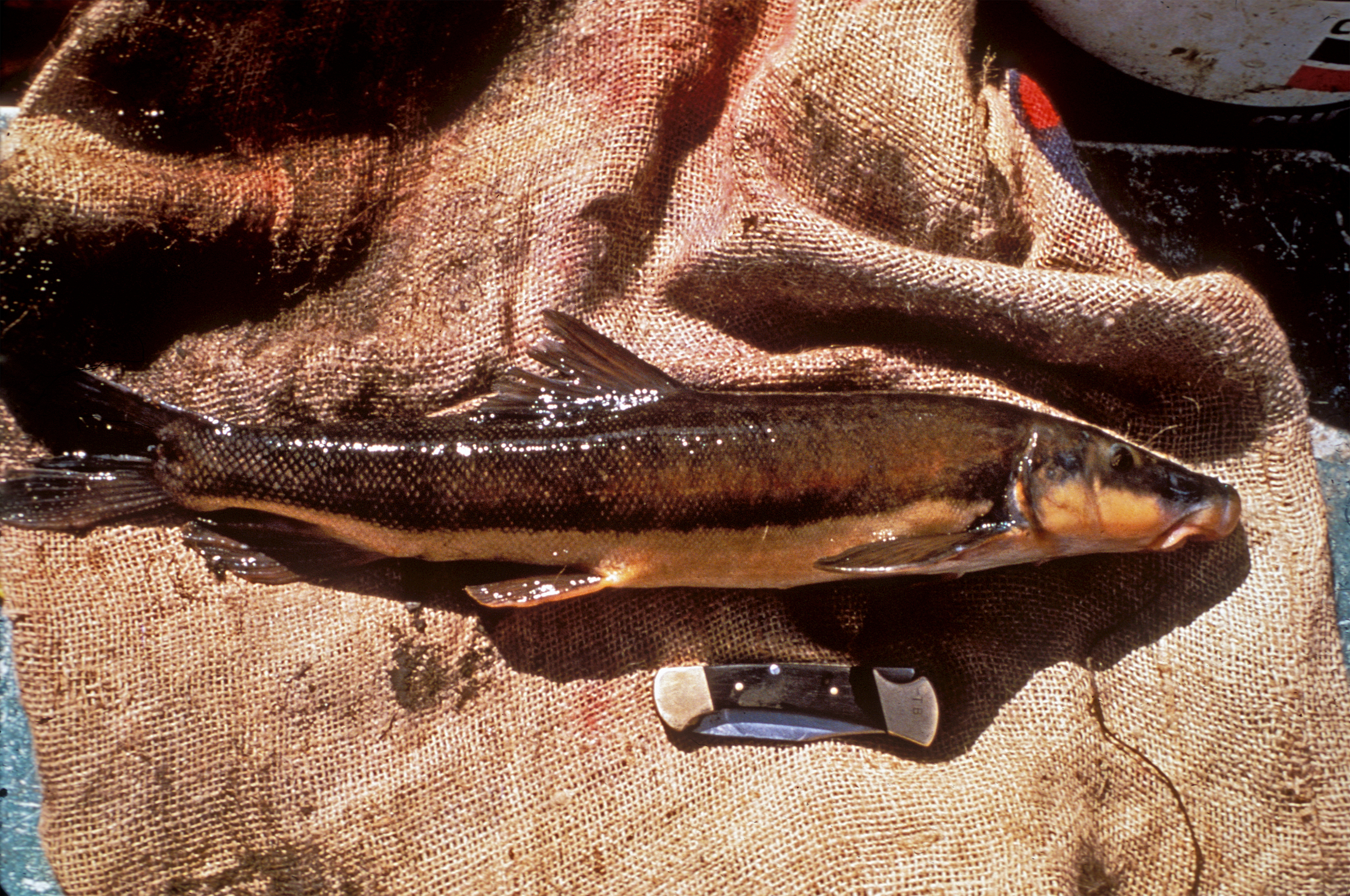
Catostomus catostomus
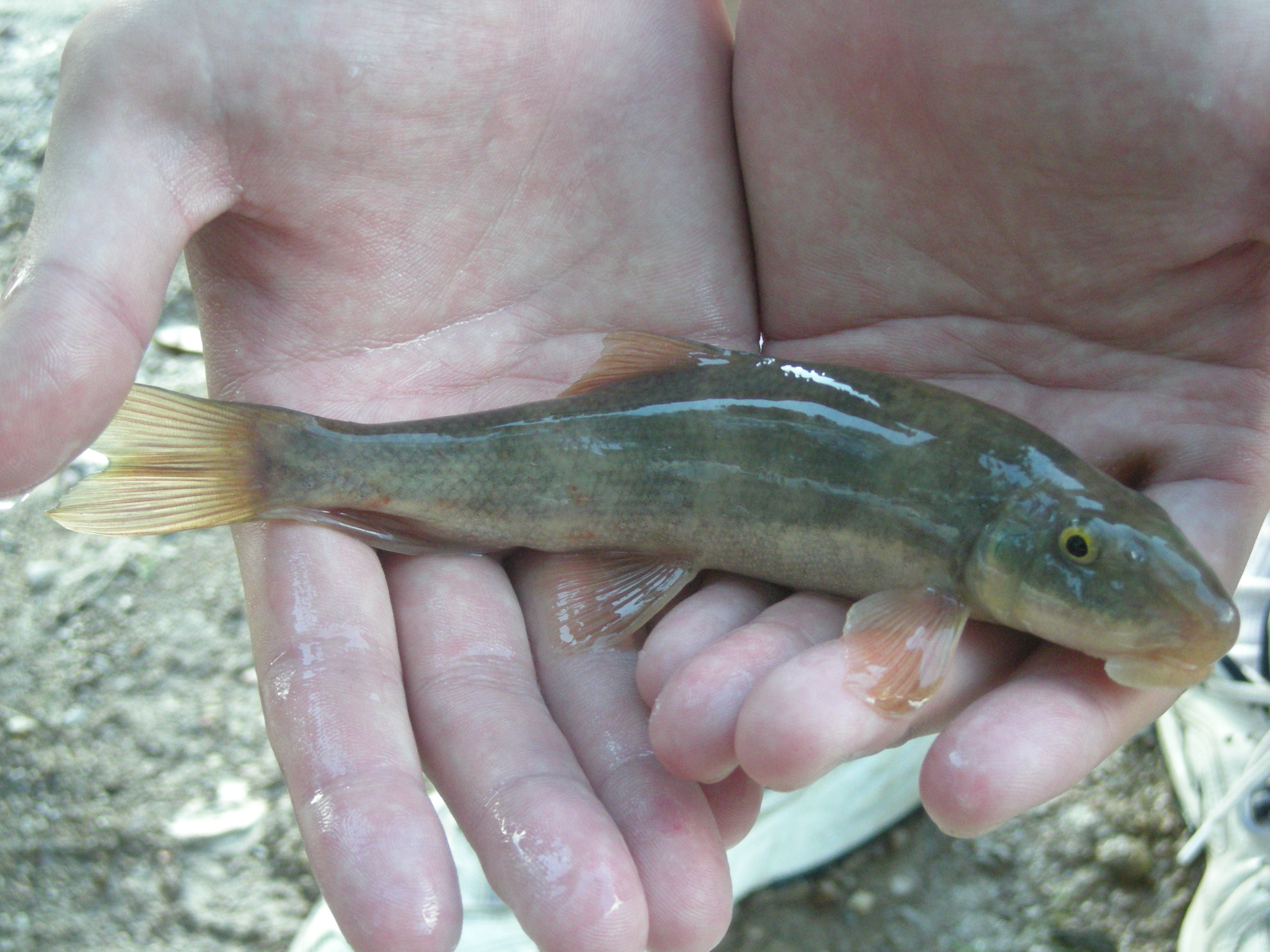
Catostomus clarkii
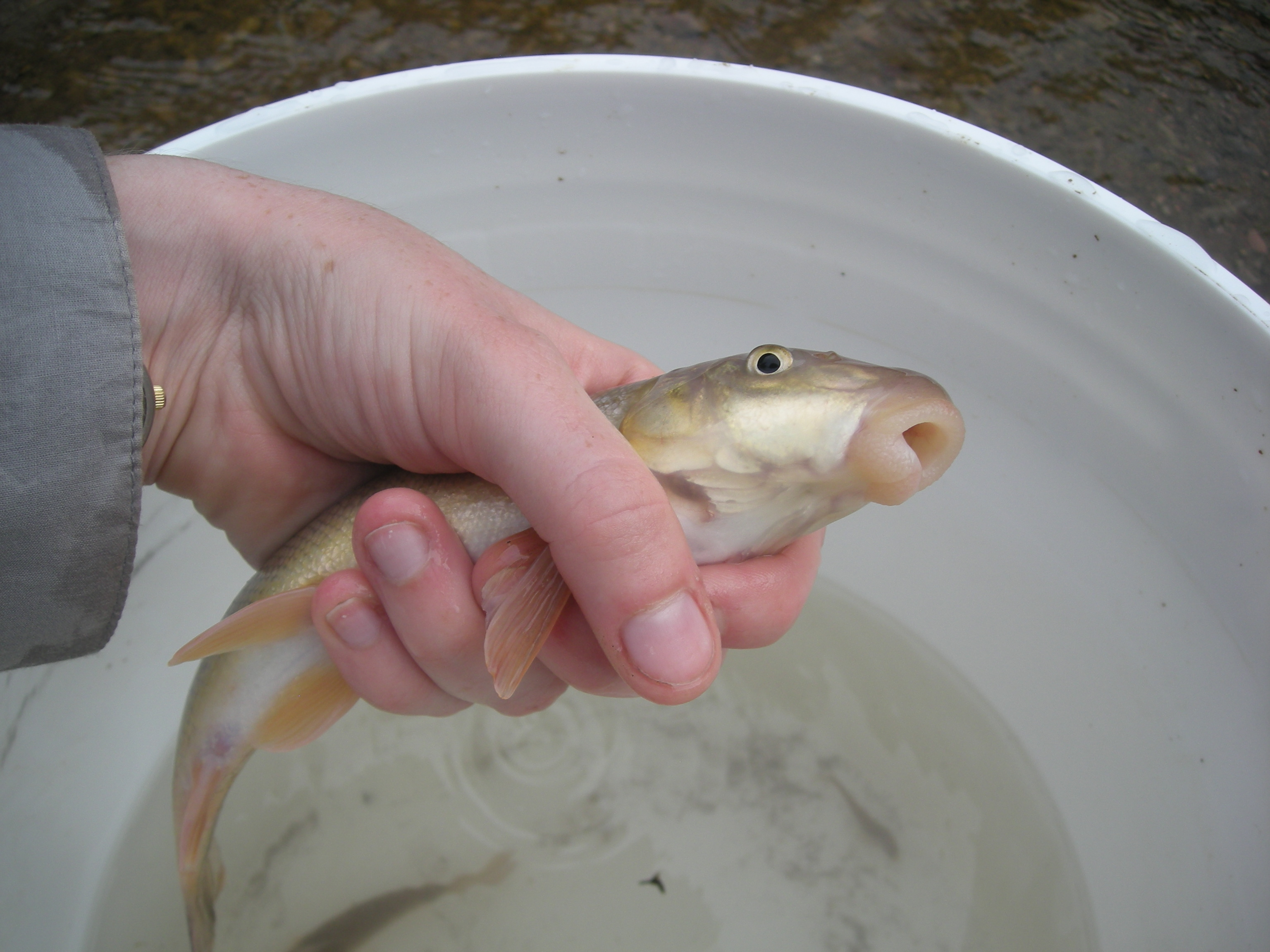
Catostomus insignis
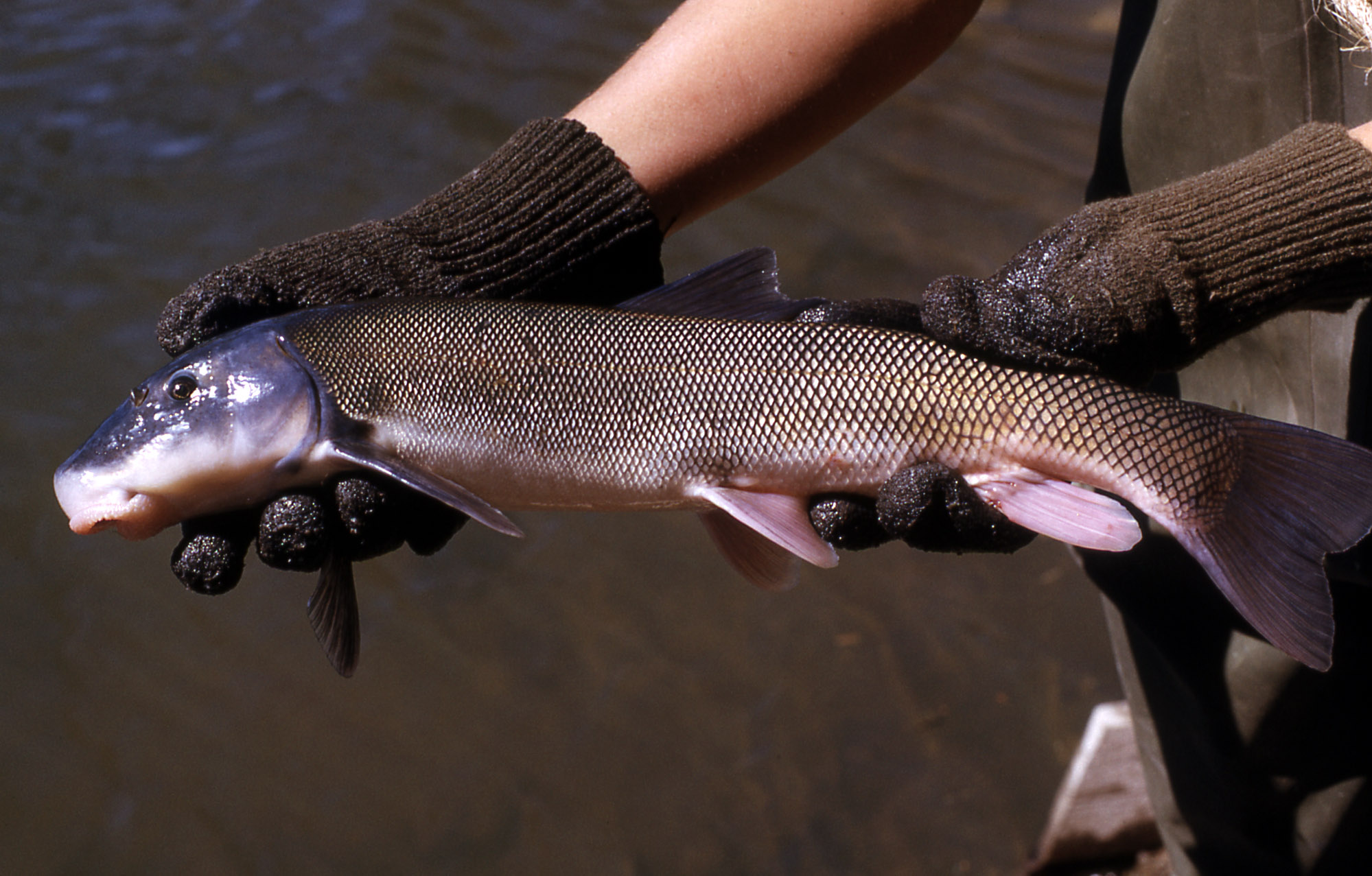
Catostomus platyrhynchus
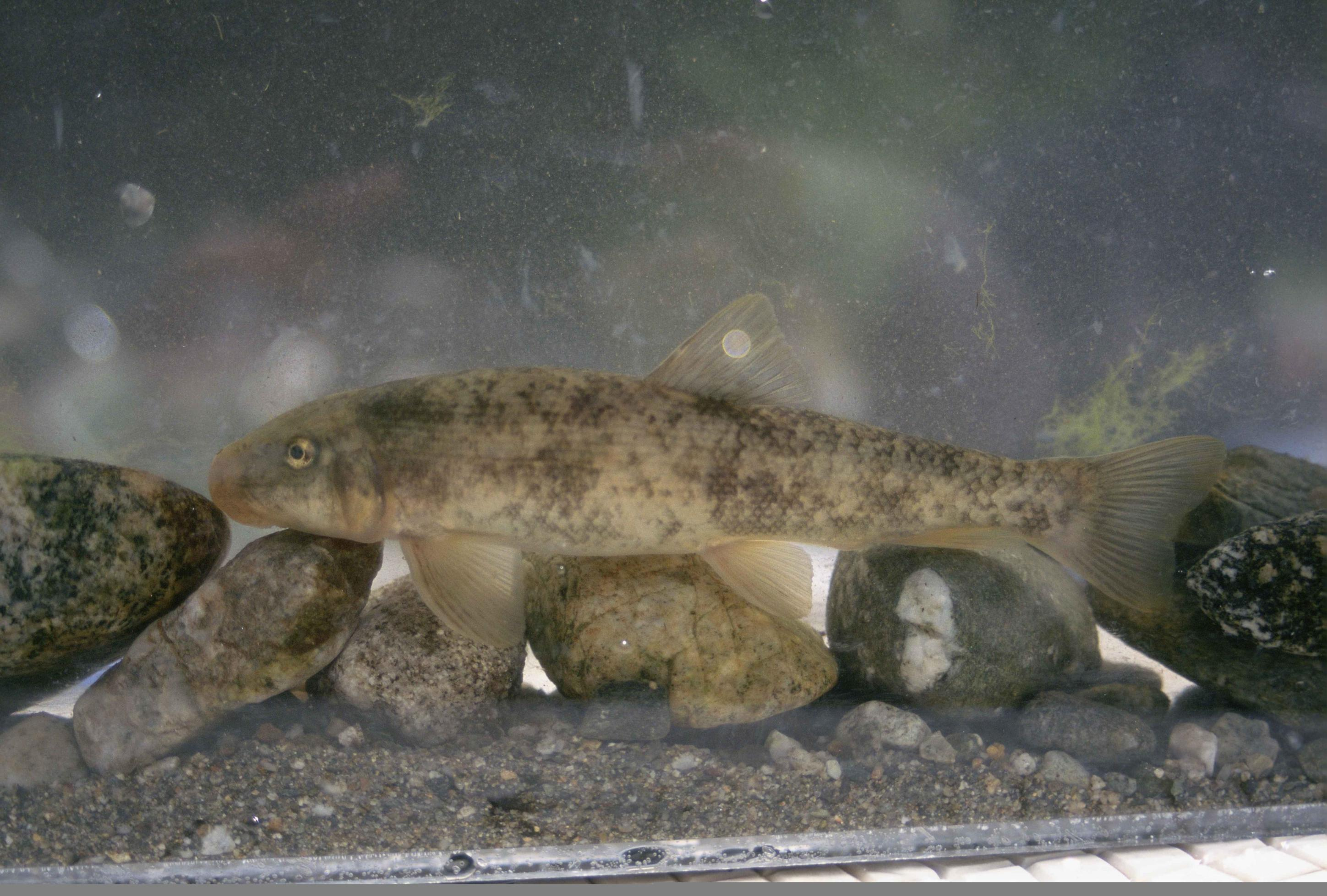
Catostomus santaanae
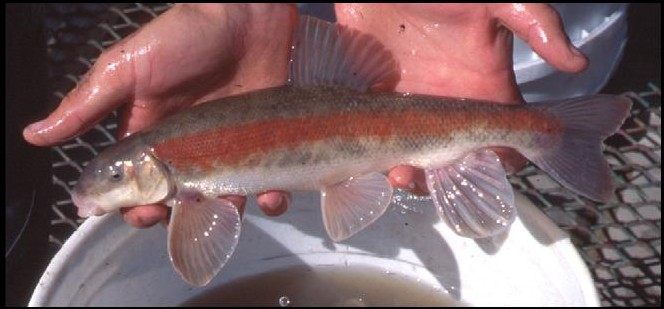
Catostomus warnerensis